# جواد مجيد العبيدي
الدكتور جواد مجيد تركي محمود العبيدي باحث أكاديمي واستاذ جامعي عراقي. ولد عام 1939 في بغداد بمنطقة الزعفرانية، وشغل منصب عميد كلية الطب البيطري للفترة من عام 1987 ولغاية عام 1993، واكتشف بعض اللقاحات الخاصة بالحيوانات في علم الأحياء المجهرية سميت بأسمهِ.

## دراسته وعمله
بعد اتمامه لدراستهِ وحصولهِ على درجة التفوق من الكلية ولأنه من الطلبة الأوائل أرسل في بعثة ايفاد إلى ألمانيا، وحصل على شهادة الدكتوراه عام 1974. وعمل لفترة استاذا في جامعة بغداد، وتخرج على يديهِ العشرات من طلاب الدراسات العليا، وترك اثراً في نفوس العديد ممن عرفوه ومن تتلمذوا على يديهِ من الطلاب. وشغل منصب رئيس جامعة القادسية، وكذلك شغل منصب عميد كلية الطب البيطري، وبعد وفاتهِ سميت إحدى القاعات الدراسية في كلية الطب البيطري باسم: (قاعة الدكتور جواد مجيد العبيدي).

## من أهم انجازاته
- في عام 1985 أسس جامعة القادسية بكليتين فقط (كلية الطب البيطري وكلية التربية).
- اكتشف بعض لقاحات الحيوانات في فترة عملهِ الاكاديمي في كلية الطب البيطري في علم الاحياء المجهرية في اختصاص علم الميكوبلازما حيث أغنى علم الميكوبلازما باكتشاف أنواع جديدة منها سميت باسمهِ.

## البحوث والمؤلفات
ساهم في تأليف عدة كتب ولهُ مؤلفات وبحوث علمية منشورة في الدوريات العربية والأجنبية في مجال الطب البيطري والميكوبلازما.

## وفاته
توفى في حادث سيارة عام 1993 لدى عودته من مقر عملهِ في جامعة القادسية.